# Mycetophila ostensackenii
Mycetophila ostensackenii är en tvåvingeart som beskrevs av Dziedzicki 1884. Mycetophila ostensackenii ingår i släktet Mycetophila och familjen svampmyggor. Inga underarter finns listade i Catalogue of Life.